# Rhode scutiventris
Rhode scutiventris là một loài nhện trong họ Dysderidae.
Loài này thuộc chi Rhode. Rhode scutiventris được Eugène Simon miêu tả năm 1882.